# Premier district congressionnel du Massachusetts
Le 1er district congressionnel du Massachusetts couvre la partie ouest et le sud de la partie centrale de l'État. Il s'agit du district le plus grand et le moins peuplé de l'État, couvrant environ 30 % de la superficie de l'État. Les plus grandes villes du district sont Springfield, Chicopee, Pittsfield, Westfield et Holyoke.
Richard Neal, un Démocrate de Springfield, représente le district ; il représentait auparavant l'ancien 2e de 1989 à 2013.

## Villes et villages actuellement dans le district
Depuis le redécoupage de 2021, le 1er district comprend 83 communes :

### Comté de Berkshire(32)
La totalité des 32 municipalités.

### Comté de Franklin(4)
Charlemont, Hawley, Monroe, Rowe

### Comté de Hampden(23)
Belchertown (comprend le CDP de Belchertown), Cummington, Easthampton, Granby (comprend le CDP de Granby), Huntington, Middlefield, Plainfield, South Hadley, Southampton, Ware (comprend le CDP de Ware), Worthington

### Comté de Worcester(13)
Brookfield (comprend la CDP Brookfield ), Charlton, Dudley, East Brookfield (comprend la CDP East Brookfield), New Braintree, North Brookfield (comprend la CDP North Brookfield ), Southbridge, Spencer (comprend la CDP Spencer ), Sturbridge (comprend les CDP Fiskdale et Sturbridge ), Oxford (comprend la CDP Oxford), Warren (comprend les CDP Warren et West Warren), Webster (comprend la CDP Webster ; en partie, également 2e), West Brookfield (comprend le CDP de West Brookfield)

### Histoire des frontières du districts
Après le recensement de 2010, le 1er district est passé de la couverture des parties ouest et centre-nord de l'État à la couverture des parties ouest et centre-sud de l'État,. À la suite du recensement de 2020, les limites du 1er district n'ont pas changé de manière aussi radicale, mais ont été déplacées pour couvrir un peu moins les parties occidentales des comtés de Franklin et de Hampshire, tout en englobant davantage les comtés de Worcester et du sud-est de Hampshire.

## Historique de vote
| Année | Poste     | Résultats               |
| ----- | --------- | ----------------------- |
| 2000  | Président | Gore 63,0 % – 35,0 %    |
| 2004  | Président | Kerry 63,0 % – 35,0 %   |
| 2008  | Président | Obama 64,0 % – 34,0 %   |
| 2012  | Président | Obama 64,0 % – 34,0 %   |
| 2016  | Président | Clinton 57,0 % – 37,0 % |
| 2020  | Président | Biden 61,0 % – 36,0 %   |

## Liste des Représentants du district
| Membre                          | Parti                 | Années                                                                     | Congrès     | Histoire électorale | Zone géographique |
| ------------------------------- | --------------------- | -------------------------------------------------------------------------- | ----------- | --- | --- |
| District établit le 4 mars 1789 |                       |                                                                            |             | | |
| Fisher Ames                     | Pro Administration    | 4 mars 1789 - 3 mars 1793                                                  | 1er , 2e    | Élu en 1788. Réélu en 1790. | 1789–1793 Comté de Suffolk |
| Fisher Ames                     | Pro Administration    | Ticket Général : Quatre membres du même district 4 mars 1793 - 3 mars 1795 | 3e          | Réélu en 1792 avec trois autres sur un ticket général représentant le district du Comté de Suffolk. Redécoupage vers le 8e district. | 1793–1795 Suffolk, Middlesex et Essex |
| Samuel Dexter                   | Pro Administration    | Ticket Général : Quatre membres du même district 4 mars 1793 - 3 mars 1795 | 3e          | Élu en 1792 avec trois autres sur un ticket général représentant le district du Comté de Middlesex. Redécoupage vers le 9e district et perd sa réélection. | 1793–1795 Suffolk, Middlesex et Essex |
| Benjamin Goodhue (en)           | Pro Administration    | Ticket Général : Quatre membres du même district 4 mars 1793 - 3 mars 1795 | 3e          | Redécoupage depuis le 2e district et réélu en 1792 avec trois autres sur un ticket général représentant le district du Comté d'Essex. Redécoupage vers le 10e district.                                                                                             | 1793–1795 Suffolk, Middlesex et Essex |
| Samuel Holten (en)              | Anti-Administration   | Ticket Général : Quatre membres du même district 4 mars 1793 - 3 mars 1795 | 3e          | Élu en 1792 avec trois autres sur un ticket général représentant le district at-large. Redécoupage vers le 10e district et perd sa réélection. | 1793–1795 Suffolk, Middlesex et Essex |
| Theodore Sedgwick               | Fédéraliste           | 4 mars 1795 - 11 juin 1796                                                 | 4e          | Redécoupage depuis le 2e district et réélu en 1794. Démissionne pour devenir Sénateur des États-Unis. | 1795–1803 "1er district Ouest" |
| Vacant                          | Vacant                | juin 1796 - 27 janvier 1797                                                | 4e          | | 1795–1803 "1er district Ouest" |
| Thomson J. Skinner (en)         | Républicain-Démocrate | 27 janvier 1797 - 3 mars 1799                                              | 4e          | Élu pour terminer le mandat de Sedgwick. Réélu en 1796. Retrait. | 1795–1803 "1er district Ouest" |
| Thomson J. Skinner (en)         | Républicain-Démocrate | 27 janvier 1797 - 3 mars 1799                                              | 5e          | Élu pour terminer le mandat de Sedgwick. Réélu en 1796. Retrait. | 1795–1803 "1er district Ouest" |
| Theodore Sedgwick               | Fédéraliste           | 4 mars 1799 - 3 mars 1801                                                  | 6e          | Élu en 1798. Retrait. | 1795–1803 "1er district Ouest" |
| John Bacon (en)                 | Républicain-Démocrate | 4 mars 1801 - 3 mars 1803                                                  | 7e          | Élu en 1800. Retrait. | 1795–1803 "1er district Ouest" |
| William Eustis                  | Républicain-Démocrate | 4 mars 1803 - 3 mars 1805                                                  | 8e          | Redécoupage depuis le 8e district et réélu en 1802. Perd sa réélection. | 1803–1813 "District de Suffolk" |
| Josiah Quincy III (en)          | Fédéraliste           | 4 mars 1805 - 3 mars 1813                                                  | 9e - 12e    | Élu en 1804. Réélu en 1806. Réélu en 1808. Réélu en 1810. Retrait. | 1803–1813 "District de Suffolk" |
| Artemas Ward Jr. (en)           | Fédéraliste           | 4 mars 1813 - 3 mars 1817                                                  | 13e , 14e   | Élu en 1812. Réélu en 1814. Retrait. | 1813–1823 "District de Suffolk" |
| Jonathan Mason                  | Fédéraliste           | 4 mars 1817 - 15 mai 1820                                                  | 15e , 16e   | Élu en 1817. Réélu en 1818. Démissionne pour pratiquer le droit. | 1813–1823 "District de Suffolk" |
| Vacant                          | Vacant                | 15 mai 1820 - 6 novembre 1820                                              | 16e         | | 1813–1823 "District de Suffolk" |
| Benjamin Gorham (en)            | Républicain-Démocrate | 6 novembre 1820 - 3 mars 1823                                              | 16e , 17e   | Élu pour terminer le mandat de Mason. Réélu en 1820. Retrait. | 1813–1823 "District de Suffolk" |
| Daniel Webster                  | Fédéraliste           | 4 mars 1823 - 3 mars 1825                                                  | 18e - 20e   | Élu en 1822. Réélu en 1824. Réélu en 1826 mais démissionne pour devenir Sénateur des États-Unis. | 1823–1833 "District de Suffolk" |
| Daniel Webster                  | Anti-Jacksonien       | 4 mars 1825 - 30 mai 1827                                                  | 18e - 20e   | Élu en 1822. Réélu en 1824. Réélu en 1826 mais démissionne pour devenir Sénateur des États-Unis. | 1823–1833 "District de Suffolk" |
| Vacant                          | Vacant                | 30 mai 1827 - 23 juillet 1827                                              | 20e         | | 1823–1833 "District de Suffolk" |
| Benjamin Gorham (en)            | Anti-Jacksonien       | 23 juillet 1827 - 3 mars 1831                                              | 20e , 21e   | Élu pour terminer le mandat de Webster. Réélu en 1828. Retrait. | 1823–1833 "District de Suffolk" |
| Nathan Appleton                 | Anti-Jacksonien       | 4 mars 1831 - 3 mars 1833                                                  | 22e         | Élu en 1830. Retrait. | 1823–1833 "District de Suffolk" |
| Benjamin Gorham (en)            | Anti-Jacksonien       | 4 mars 1833 - 3 mars 1835                                                  | 23e         | Élu en 1833. | 1833–1843 |
| Abbott Lawrence (en)            | Anti-Jacksonien       | 4 mars 1835 - 3 mars 1837                                                  | 24e         | Élu en 1834. Retrait. | 1833–1843 |
| Richard Fletcher (en)           | Whig                  | 4 mars 1837 - 3 mars 1839                                                  | 25e         | Élu en 1836. Réélu en 1838, mais refuse de servir. | 1833–1843 |
| Vacant                          | Vacant                | 4 mars 1839 - 11 novembre 1839                                             | 26e         | | 1833–1843 |
| Abbott Lawrence (en)            | Whig                  | 11 novembre 1839 - 18 septembre 1840                                       | 26e         | Élu pour terminer le mandat de Fletcher. Démissionne. | 1833–1843 |
| Vacant                          | Vacant                | 18 septembre 1840 - 9 novembre 1840                                        | 26e         | | 1833–1843 |
| Robert C. Winthrop              | Whig                  | 9 novembre 1840 - 25 mai 1842                                              | 26e , 27e   | Élu pour terminer le mandat de Lawrence. Réélu en 1840. Démissionne. | 1833–1843 |
| Vacant                          | Vacant                | 25 mai 1842 - 9 juin 1842                                                  | 27e         | | 1833–1843 |
| Nathan Appleton                 | Whig                  | 9 juin 1842 - 28 septembre 1842                                            | 27e         | Élu pour terminer le mandat de Winthrop. Démissionne. | 1833–1843 |
| Vacant                          | Vacant                | 28 septembre 1842 - 29 novembre 1842                                       | 27e         | | 1833–1843 |
| Robert C. Winthrop              | Whig                  | 29 novembre 1842 - 30 juillet 1850                                         | 27e - 31e   | Élu pour terminer le mandat d'Appleton. Réélu en 1842. Réélu en 1844. Réélu en 1846. Réélu en 1848. Démissionne pour devenir Sénateur des États-Unis. | 1833–1843 |
| Robert C. Winthrop              | Whig                  | 29 novembre 1842 - 30 juillet 1850                                         | 27e - 31e   | Élu pour terminer le mandat d'Appleton. Réélu en 1842. Réélu en 1844. Réélu en 1846. Réélu en 1848. Démissionne pour devenir Sénateur des États-Unis. | 1843–1853 "Ville de Boston." |
| Vacant                          | Vacant                | 30 juillet 1850 - 22 août 1850                                             | 31e         | | |
| Samuel A. Eliot (en)            | Whig                  | 22 août 1850 - 3 mars 1851                                                 | 31e         | Élu pour terminer le mandat de Winthrop. | |
| William Appleton (en)           | Whig                  | 4 mars 1851 - 3 mars 1853                                                  | 32e         | Élu en 1850. Redécoupage vers le 5e district. | |
| Zeno Scudder (en)               | Whig                  | 4 mars 1853 - 3 mars 1854                                                  | 33e         | Redécoupage depuis le 10e district et réélu en 1852. Retrait à cause d'une blessure. | 1853–1863 |
| Vacant                          | Vacant                | 4 mars 1854 - 17 avril 1854                                                | 33e         | | 1853–1863 |
| Thomas D. Eliot (en)            | Whig                  | 17 avril 1854 - 3 mars 1855                                                | 33e         | Élu pour terminer le mandat de Scudder. Retrait. | 1853–1863 |
| Robert B. Hall (en)             | American              | 4 mars 1855 - 3 mars 1857                                                  | 34e , 35e   | Élu en 1854. Réélu en 1856. | 1853–1863 |
| Robert B. Hall (en)             | Républicain           | 4 mars 1857 - 3 mars 1859                                                  | 34e , 35e   | Élu en 1854. Réélu en 1856. | 1853–1863 |
| Thomas D. Eliot (en)            | Républicain           | 4 mars 1859 - 3 mars 1869                                                  | 36e - 40e   | Élu en 1858. Réélu en 1860. Réélu en 1862. Réélu en 1864. Réélu en 1866. Retrait. | 1853–1863 |
| Thomas D. Eliot (en)            | Républicain           | 4 mars 1859 - 3 mars 1869                                                  | 36e - 40e   | Élu en 1858. Réélu en 1860. Réélu en 1862. Réélu en 1864. Réélu en 1866. Retrait. | 1863–1873 - Comtés de Barnstable, Dukes et Nantucket, Ville de New Bedford et villages de Dartmouth et Fairhaven dans le Comté de Bristol ; Carver, Kingston, Plymouth, Plympton, Rochester et Wareham dans le Comté de Plymouth |
| James Buffinton (en)            | Républicain           | 4 mars 1869 - 7 mars 1875                                                  | 41e - 44e   | Élu en 1868. Réélu en 1870. Réélu en 1872. Réélu en 1874. Décès. | |
| James Buffinton (en)            | Républicain           | 4 mars 1869 - 7 mars 1875                                                  | 41e - 44e   | Élu en 1868. Réélu en 1870. Réélu en 1872. Réélu en 1874. Décès. | 1873–1883 |
| Vacant                          | Vacant                | 7 mars 1875 - 2 novembre 1875                                              | 44e         | | |
| William W. Crapo (en)           | Républicain           | 2 novembre 1875 - 3 mars 1883                                              | 44e - 47e   | Élu pour terminer le mandat de Buffinton. Réélu en 1876. Réélu en 1878. Réélu en 1880. Retrait. | |
| Robert T. Davis (en)            | Républicain           | 4 mars 1883 - 3 mars 1889                                                  | 48e - 50e   | Élu en 1882. Réélu en 1884. Réélu en 1886. Retrait. | 1883–1893 |
| Charles S. Randall (en)         | Républicain           | 4 mars 1889 - 3 mars 1893                                                  | 51e , 52e   | Élu en 1888. Réélu en 1890. Redécoupage vers le 13e district. | 1883–1893 |
| Ashley B. Wright (en)           | Républicain           | 4 mars 1893 - 14 août 1897                                                 | 53e - 55e   | Élu en 1892. Réélu en 1894. Réélu en 1896. Décès. | 1893–1903 |
| Vacant                          | Vacant                | 14 août 1897 - 2 novembre 1897                                             | 55e         | | 1893–1903 |
| George P. Lawrence (en)         | Républicain           | 2 novembre 1897 - 3 mars 1913                                              | 55e - 62e   | Élu pour terminer le mandat de Wright. Réélu en 1898. Réélu en 1900. Réélu en 1902. Réélu en 1904. Réélu en 1906. Réélu en 1908. Réélu en 1910. Retrait. | 1893–1903 |
| George P. Lawrence (en)         | Républicain           | 2 novembre 1897 - 3 mars 1913                                              | 55e - 62e   | Élu pour terminer le mandat de Wright. Réélu en 1898. Réélu en 1900. Réélu en 1902. Réélu en 1904. Réélu en 1906. Réélu en 1908. Réélu en 1910. Retrait. | 1903–1913 |
| Allen T. Treadway (en)          | Républicain           | 4 mars 1913 - 3 janvier 1945                                               | 63e - 78e   | Élu en 1912. Réélu en 1914. Réélu en 1916. Réélu en 1918. Réélu en 1920. Réélu en 1922. Réélu en 1924. Réélu en 1926. Réélu en 1928. Réélu en 1930. Réélu en 1932. Réélu en 1934. Réélu en 1936. Réélu en 1938. Réélu en 1940. Réélu en 1942. Retrait.              | 1913–1933 - Comté de Berkshire - Comté de Franklin : Ashfield, Buckland, Charlemont, Colrain, Conway, Greenfield, Hawley, Heath, Leyden, Monroe, Rowe et Shelburne. - Comté de Hampshire : Chesterfield, Cummington, Goshen, Huntington, Middlefield, Plainfield, Southampton, Westhampton, Worthington. - Comté de Hampden : Holyoke, Blandford, Chester, Granville, Montgomery, Russell, Southwick, Tolland, et Westfield. |
| Allen T. Treadway (en)          | Républicain           | 4 mars 1913 - 3 janvier 1945                                               | 63e - 78e   | Élu en 1912. Réélu en 1914. Réélu en 1916. Réélu en 1918. Réélu en 1920. Réélu en 1922. Réélu en 1924. Réélu en 1926. Réélu en 1928. Réélu en 1930. Réélu en 1932. Réélu en 1934. Réélu en 1936. Réélu en 1938. Réélu en 1940. Réélu en 1942. Retrait.              | 1933–1943 |
| Allen T. Treadway (en)          | Républicain           | 4 mars 1913 - 3 janvier 1945                                               | 63e - 78e   | Élu en 1912. Réélu en 1914. Réélu en 1916. Réélu en 1918. Réélu en 1920. Réélu en 1922. Réélu en 1924. Réélu en 1926. Réélu en 1928. Réélu en 1930. Réélu en 1932. Réélu en 1934. Réélu en 1936. Réélu en 1938. Réélu en 1940. Réélu en 1942. Retrait.              | 1943–1953 |
| John W. Heselton (en)           | Républicain           | 3 janvier 1945 - 3 janvier 1959                                            | 79e - 85e   | Élu en 1944. Réélu en 1946. Réélu en 1948. Réélu en 1950. Réélu en 1952. Réélu en 1954. Réélu en 1956. Retrait. | |
| John W. Heselton (en)           | Républicain           | 3 janvier 1945 - 3 janvier 1959                                            | 79e - 85e   | Élu en 1944. Réélu en 1946. Réélu en 1948. Réélu en 1950. Réélu en 1952. Réélu en 1954. Réélu en 1956. Retrait. | 1953–1963 - Comté de Berkshire - Comté de Franklin Comté de Hampden : Holyoke, Westfield, Blandford, Chester, Granville, Montgomery, Russell, Southwick et Tolland. - Comté de Hampshire : Belchertown, Chesterfield, Cummington, Goshen, Huntington, Middlefield, Pelham, Plainfield, Southampton, Westhampton, Williamsburg et Worthington. - Comté de Worcester : Athol, Petersham, Phillipston, Royalston et Templeton." |
| Silvio O. Conte (en)            | Républicain           | 3 janvier 1959 - 8 février 1991                                            | 86e - 102e  | Élu en 1958. Réélu en 1960. Réélu en 1962. Réélu en 1964. Réélu en 1966. Réélu en 1968. Réélu en 1970. Réélu en 1972. Réélu en 1974. Réélu en 1976. Réélu en 1978. Réélu en 1980. Réélu en 1982. Réélu en 1984. Réélu en 1986. Réélu en 1988. Réélu en 1990. Décès. | |
| Silvio O. Conte (en)            | Républicain           | 3 janvier 1959 - 8 février 1991                                            | 86e - 102e  | Élu en 1958. Réélu en 1960. Réélu en 1962. Réélu en 1964. Réélu en 1966. Réélu en 1968. Réélu en 1970. Réélu en 1972. Réélu en 1974. Réélu en 1976. Réélu en 1978. Réélu en 1980. Réélu en 1982. Réélu en 1984. Réélu en 1986. Réélu en 1988. Réélu en 1990. Décès. | 1963–1973 - Comté de Berkshire : North Adams, Pittsfield, Adams, Alford, Becket, Cheshire, Clarksburg, Dalton, Egremont, Florida, Great Barrington, Hancock, Hinsdale, Lanesborough, Lee, Lenox, Monterey, Mount Washington, New Ashford, New Marlborough, Otis, Peru, Richmond, Sandisfield, Savoy, Sheffield, Stockbridge, Tyringham, Washington, West Stockbridge, Williamstown et Windsor. - Comté de Franklin : Ashfield, Bernardston, Buckland, Charlemont, Colrain, Conway, Deerfield, Erving, Gill, Greenfield, Hawley, Heath, Leverett, Leyden, Monroe, Montague, New Salem, Northfield, Orange, Rowe, Shelburne, Shutesbury, Sunderland, Warwick, Wendell et Whately. - Comté de Hampden : Holyoke, Westfield, Blandford, Chester, Granville, Montgomery, Russell, Southwick et Tolland. - Comté de Hampshire : Northampton, Amherst, Chesterfield, Cummington, Easthampton, Goshen, Hadley, Hatfield, Huntington, Middlefield, Pelham, Plainfield, Southampton, Westhampton, Williamsburg et Worthington. - Comté de Worcester : Athol, Petersham, Phillipston, Royalston et Templeton." |
| Silvio O. Conte (en)            | Républicain           | 3 janvier 1959 - 8 février 1991                                            | 86e - 102e  | Élu en 1958. Réélu en 1960. Réélu en 1962. Réélu en 1964. Réélu en 1966. Réélu en 1968. Réélu en 1970. Réélu en 1972. Réélu en 1974. Réélu en 1976. Réélu en 1978. Réélu en 1980. Réélu en 1982. Réélu en 1984. Réélu en 1986. Réélu en 1988. Réélu en 1990. Décès. | 1973–1983 - Comté de Berkshire - Comté de Franklin à l'exception d'Orange. - Comté d'Hampden : Holyoke, Westfield, Agawam, Blandford, Chester, Granville, Montgomery, Russell, Southwick, Tolland et West Springfield. - Comté d'Hampshire : Northampton et tous les villages. |
| Silvio O. Conte (en)            | Républicain           | 3 janvier 1959 - 8 février 1991                                            | 86e - 102e  | Élu en 1958. Réélu en 1960. Réélu en 1962. Réélu en 1964. Réélu en 1966. Réélu en 1968. Réélu en 1970. Réélu en 1972. Réélu en 1974. Réélu en 1976. Réélu en 1978. Réélu en 1980. Réélu en 1982. Réélu en 1984. Réélu en 1986. Réélu en 1988. Réélu en 1990. Décès. | 1983–1993 |
| Vacant                          | Vacant                | 8 février 1991 - 18 juin 1991                                              | 102e        | | |
| John Olver (en)                 | Démocrate             | 18 juin 1991 - 3 janvier 2013                                              | 102e - 112e | Élu pour terminer le mandat de Conte. Réélu en 1992. Réélu en 1994. Réélu en 1996. Réélu en 1998. Réélu en 2000. Réélu en 2002. Réélu en 2004. Réélu en 2006. Réélu en 2008. Réélu en 2010. Retrait.                                                                | |
| John Olver (en)                 | Démocrate             | 18 juin 1991 - 3 janvier 2013                                              | 102e - 112e | Élu pour terminer le mandat de Conte. Réélu en 1992. Réélu en 1994. Réélu en 1996. Réélu en 1998. Réélu en 2000. Réélu en 2002. Réélu en 2004. Réélu en 2006. Réélu en 2008. Réélu en 2010. Retrait.                                                                | 1993–2003 |
| John Olver (en)                 | Démocrate             | 18 juin 1991 - 3 janvier 2013                                              | 102e - 112e | Élu pour terminer le mandat de Conte. Réélu en 1992. Réélu en 1994. Réélu en 1996. Réélu en 1998. Réélu en 2000. Réélu en 2002. Réélu en 2004. Réélu en 2006. Réélu en 2008. Réélu en 2010. Retrait.                                                                | 2003–2013 La totalité des comtés de Berkshire et Franklin ainsi que les villes suivantes - Comté d'Hampden : Blandford, Chester, Granville, Holyoke, Montgomery, Russell, Southwick, Tolland, Westfield, West Springfield - Comté d'Hampshire : Amherst, Belchertown, Chesterfield, Cummington, Easthampton, Goshen, Granby, Hatfield, Huntington, Middlefield, Pelham, Plainfield, Southampton, Ware, Westhampton, Williamsburg, Worthington - Comté de Middlesex : Ashby, Pepperell, Townsend - Comté de Worcester : Ashburnham, Athol, Barre, Fitchburg, Gardner, Hardwick, Hubbardston, Leominster, Lunenburg, New Braintree, Oakham, Petersham, Phillipston, Royalston, Sterling, Templeton, West Brookefield, Westminster, Winchendon |
| Richard Neal                    | Démocrate             | 3 janvier 2013 - Présent                                                   | 113e - 118e | Redécoupage depuis le 2e district et réélu en 2012. Réélu en 2014. Réélu en 2016. Réélu en 2018. Réélu en 2020. Réélu en 2022. | 2013–2023 - Comté de BerkshireComté de Hampden à l'exception du Quartier 1A de Palmer - Dans l'Ouest du Comté de Franklin : Ashfield, Bernardston, Buckland, Charlemont, Colrain, Conway, Hawley, Heath, Leyden, Monroe, Rowe et Shelburne - Dans l'Ouest du Comté de Hampshire : Chesterfield, Cummington, Easthampton, Goshen, Granby, Huntington, Middlefield, Plainfield, South Hadley, Southampton, Westhampton, Williamsburg et Worthington - Dans le Sud-Ouest du Comté de Worcester : Brookfield, Charlton, Dudley, East Brookfield, Southbridge, Sutrbridge et Warren |
| Richard Neal                    | Démocrate             | 3 janvier 2013 - Présent                                                   | 113e - 118e | Redécoupage depuis le 2e district et réélu en 2012. Réélu en 2014. Réélu en 2016. Réélu en 2018. Réélu en 2020. Réélu en 2022. | 2023–Présent |

## Résultats des récentes élections
Voici les résultats des dix précédents cycles électoraux dans le district.

### 2004
| Élection de 2004 du 1er district congressionnel du Massachusetts | Élection de 2004 du 1er district congressionnel du Massachusetts | Élection de 2004 du 1er district congressionnel du Massachusetts | Élection de 2004 du 1er district congressionnel du Massachusetts | Élection de 2004 du 1er district congressionnel du Massachusetts |
| ---------------------------------------------------------------- | ---------------------------------------------------------------- | ---------------------------------------------------------------- | ---------------------------------------------------------------- | ---------------------------------------------------------------- |
| Parti                                                            | Parti                                                            | Candidat                                                         | Votes                                                            | %                                                                |
|                                                                  | Démocrate                                                        | John Olver (en) (sortant)                                        | 229 465                                                          | 99,02                                                            |
|                                                                  | Write-In                                                         | Write-In                                                         | 2 282                                                            | 0,98                                                             |
| Total des votes                                                  | Total des votes                                                  | Total des votes                                                  | 231 747                                                          | 100 %                                                            |
|                                                                  | Les Démocrates conservent                                        |                                                                  |                                                                  |                                                                  |

### 2006
| Élection de 2006 du 1er district congressionnel du Massachusetts | Élection de 2006 du 1er district congressionnel du Massachusetts | Élection de 2006 du 1er district congressionnel du Massachusetts | Élection de 2006 du 1er district congressionnel du Massachusetts | Élection de 2006 du 1er district congressionnel du Massachusetts |
| ---------------------------------------------------------------- | ---------------------------------------------------------------- | ---------------------------------------------------------------- | ---------------------------------------------------------------- | ---------------------------------------------------------------- |
| Parti                                                            | Parti                                                            | Candidat                                                         | Votes                                                            | %                                                                |
|                                                                  | Démocrate                                                        | John Olver (en) (sortant)                                        | 158 035                                                          | 76,0                                                             |
|                                                                  | Indépendant                                                      | William H. Szych                                                 | 49 123                                                           | 24,0                                                             |
|                                                                  | Socialiste                                                       | Eric Chester                                                     | <253                                                             | <1.0                                                             |
| Total des votes                                                  | Total des votes                                                  | Total des votes                                                  | 207 411 (max)                                                    | 100 %                                                            |
|                                                                  | Les Démocrates conservent                                        |                                                                  |                                                                  |                                                                  |

### 2008
| Élection de 2008 du 1er district congressionnel du Massachusetts | Élection de 2008 du 1er district congressionnel du Massachusetts | Élection de 2008 du 1er district congressionnel du Massachusetts | Élection de 2008 du 1er district congressionnel du Massachusetts | Élection de 2008 du 1er district congressionnel du Massachusetts |
| ---------------------------------------------------------------- | ---------------------------------------------------------------- | ---------------------------------------------------------------- | ---------------------------------------------------------------- | ---------------------------------------------------------------- |
| Parti                                                            | Parti                                                            | Candidat                                                         | Votes                                                            | %                                                                |
|                                                                  | Démocrate                                                        | John Olver (en) (sortant)                                        | 215 696                                                          | 69,7                                                             |
|                                                                  | Républicain                                                      | Nathan Bech                                                      | 80 067                                                           | 25,9                                                             |
| Total des votes                                                  | Total des votes                                                  | Total des votes                                                  | 295 763                                                          | 100 %                                                            |
|                                                                  | Les Démocrates conservent                                        |                                                                  |                                                                  |                                                                  |

### 2010
| Élection de 2010 du 1er district congressionnel du Massachusetts | Élection de 2010 du 1er district congressionnel du Massachusetts | Élection de 2010 du 1er district congressionnel du Massachusetts | Élection de 2010 du 1er district congressionnel du Massachusetts | Élection de 2010 du 1er district congressionnel du Massachusetts |
| ---------------------------------------------------------------- | ---------------------------------------------------------------- | ---------------------------------------------------------------- | ---------------------------------------------------------------- | ---------------------------------------------------------------- |
| Parti                                                            | Parti                                                            | Candidat                                                         | Votes                                                            | %                                                                |
|                                                                  | Démocrate                                                        | John Olver (en) (sortant)                                        | 128 011                                                          | 60,0                                                             |
|                                                                  | Républicain                                                      | William L. Gunn Jr.                                              | 74 418                                                           | 34,9                                                             |
|                                                                  | Indépendant                                                      | Michael Engel                                                    | 10 880                                                           | 5,1                                                              |
| Total des votes                                                  | Total des votes                                                  | Total des votes                                                  | 213 309                                                          | 100 %                                                            |
|                                                                  | Les Démocrates conservent                                        |                                                                  |                                                                  |                                                                  |

### 2012
| Primaire Démocrate de l'Élection de 2012 du 1er district congressionnel du Massachusetts | Primaire Démocrate de l'Élection de 2012 du 1er district congressionnel du Massachusetts | Primaire Démocrate de l'Élection de 2012 du 1er district congressionnel du Massachusetts | Primaire Démocrate de l'Élection de 2012 du 1er district congressionnel du Massachusetts | Primaire Démocrate de l'Élection de 2012 du 1er district congressionnel du Massachusetts |
| ---------------------------------------------------------------------------------------- | ---------------------------------------------------------------------------------------- | ---------------------------------------------------------------------------------------- | ---------------------------------------------------------------------------------------- | ---------------------------------------------------------------------------------------- |
| Parti                                                                                    | Parti                                                                                    | Candidat                                                                                 | Votes                                                                                    | %                                                                                        |
|                                                                                          | Démocrate                                                                                | Richard Neal (sortant)                                                                   | 40 295                                                                                   | 65,4                                                                                     |
|                                                                                          | Démocrate                                                                                | Andrea F. Nuciforo Jr.                                                                   | 15 159                                                                                   | 24,63                                                                                    |
|                                                                                          | Démocrate                                                                                | Bill Shein                                                                               | 6 059                                                                                    | 9,85                                                                                     |
|                                                                                          | Write-In                                                                                 | Write-In                                                                                 | 0.05                                                                                     | 0,1                                                                                      |
| Total des votes                                                                          | Total des votes                                                                          | Total des votes                                                                          | 61 546                                                                                   | 100 %                                                                                    |
|                                                                                          | Les Démocrates conservent                                                                |                                                                                          |                                                                                          |                                                                                          |

| Élection de 2012 du 1er district congressionnel du Massachusetts | Élection de 2012 du 1er district congressionnel du Massachusetts | Élection de 2012 du 1er district congressionnel du Massachusetts | Élection de 2012 du 1er district congressionnel du Massachusetts | Élection de 2012 du 1er district congressionnel du Massachusetts |
| ---------------------------------------------------------------- | ---------------------------------------------------------------- | ---------------------------------------------------------------- | ---------------------------------------------------------------- | ---------------------------------------------------------------- |
| Parti                                                            | Parti                                                            | Candidat                                                         | Votes                                                            | %                                                                |
|                                                                  | Démocrate                                                        | Richard Neal (sortant)                                           | 261 936                                                          | 98,42                                                            |
|                                                                  | Write-In                                                         | Write-In                                                         | 4 197                                                            | 1,58                                                             |
| Total des votes                                                  | Total des votes                                                  | Total des votes                                                  | 266 133                                                          | 100 %                                                            |
|                                                                  | Les Démocrates conservent                                        |                                                                  |                                                                  |                                                                  |

### 2014
| Primaire Démocrate de l'Élection de 2012 du 1er district congressionnel du Massachusetts | Primaire Démocrate de l'Élection de 2012 du 1er district congressionnel du Massachusetts | Primaire Démocrate de l'Élection de 2012 du 1er district congressionnel du Massachusetts | Primaire Démocrate de l'Élection de 2012 du 1er district congressionnel du Massachusetts | Primaire Démocrate de l'Élection de 2012 du 1er district congressionnel du Massachusetts |
| ---------------------------------------------------------------------------------------- | ---------------------------------------------------------------------------------------- | ---------------------------------------------------------------------------------------- | ---------------------------------------------------------------------------------------- | ---------------------------------------------------------------------------------------- |
| Parti                                                                                    | Parti                                                                                    | Candidat                                                                                 | Votes                                                                                    | %                                                                                        |
|                                                                                          | Démocrate                                                                                | Richard Neal (sortant)                                                                   | 44 857                                                                                   | 98,45                                                                                    |
|                                                                                          | Write-In                                                                                 | Write-In                                                                                 | 706                                                                                      | 1,55                                                                                     |
| Total des votes                                                                          | Total des votes                                                                          | Total des votes                                                                          | 45 563                                                                                   | 100 %                                                                                    |
|                                                                                          | Les Démocrates conservent                                                                |                                                                                          |                                                                                          |                                                                                          |

| Élection de 2014 du 1er district congressionnel du Massachusetts | Élection de 2014 du 1er district congressionnel du Massachusetts | Élection de 2014 du 1er district congressionnel du Massachusetts | Élection de 2014 du 1er district congressionnel du Massachusetts | Élection de 2014 du 1er district congressionnel du Massachusetts |
| ---------------------------------------------------------------- | ---------------------------------------------------------------- | ---------------------------------------------------------------- | ---------------------------------------------------------------- | ---------------------------------------------------------------- |
| Parti                                                            | Parti                                                            | Candidat                                                         | Votes                                                            | %                                                                |
|                                                                  | Démocrate                                                        | Richard Neal (sortant)                                           | 167 612                                                          | 97,97                                                            |
|                                                                  | Write-In                                                         | Write-In                                                         | 3 498                                                            | 2,04                                                             |
| Total des votes                                                  | Total des votes                                                  | Total des votes                                                  | 171 10                                                           | 100 %                                                            |
|                                                                  | Les Démocrates conservent                                        |                                                                  |                                                                  |                                                                  |

### 2016
| Primaire Démocrate de l'Élection de 2016 du 1er district congressionnel du Massachusetts | Primaire Démocrate de l'Élection de 2016 du 1er district congressionnel du Massachusetts | Primaire Démocrate de l'Élection de 2016 du 1er district congressionnel du Massachusetts | Primaire Démocrate de l'Élection de 2016 du 1er district congressionnel du Massachusetts | Primaire Démocrate de l'Élection de 2016 du 1er district congressionnel du Massachusetts |
| ---------------------------------------------------------------------------------------- | ---------------------------------------------------------------------------------------- | ---------------------------------------------------------------------------------------- | ---------------------------------------------------------------------------------------- | ---------------------------------------------------------------------------------------- |
| Parti                                                                                    | Parti                                                                                    | Candidat                                                                                 | Votes                                                                                    | %                                                                                        |
|                                                                                          | Démocrate                                                                                | Richard Neal (sortant)                                                                   | 44 857                                                                                   | 98,45                                                                                    |
|                                                                                          | Write-In                                                                                 | Write-In                                                                                 | 706                                                                                      | 1,55                                                                                     |
| Total des votes                                                                          | Total des votes                                                                          | Total des votes                                                                          | 45 563                                                                                   | 100 %                                                                                    |
|                                                                                          | Les Démocrates conservent                                                                |                                                                                          |                                                                                          |                                                                                          |

| Élection de 2016 du 1er district congressionnel du Massachusetts | Élection de 2016 du 1er district congressionnel du Massachusetts | Élection de 2016 du 1er district congressionnel du Massachusetts | Élection de 2016 du 1er district congressionnel du Massachusetts | Élection de 2016 du 1er district congressionnel du Massachusetts |
| ---------------------------------------------------------------- | ---------------------------------------------------------------- | ---------------------------------------------------------------- | ---------------------------------------------------------------- | ---------------------------------------------------------------- |
| Parti                                                            | Parti                                                            | Candidat                                                         | Votes                                                            | %                                                                |
|                                                                  | Démocrate                                                        | Richard Neal (sortant)                                           | 235 803                                                          | 73,34                                                            |
|                                                                  | Indépendant                                                      | Frederick O. Mayock                                              | 57 504                                                           | 17,88                                                            |
|                                                                  | Libertarien                                                      | Thomas T. Simmons                                                | 27 511                                                           | 8,56                                                             |
|                                                                  | Write-In                                                         | Write-In                                                         | 721                                                              | 0,22                                                             |
| Total des votes                                                  | Total des votes                                                  | Total des votes                                                  | 321 539                                                          | 100 %                                                            |
|                                                                  | Les Démocrates conservent                                        |                                                                  |                                                                  |                                                                  |

### 2018
| Primaire Démocrate de l'Élection de 2018 du 1er district congressionnel du Massachusetts | Primaire Démocrate de l'Élection de 2018 du 1er district congressionnel du Massachusetts | Primaire Démocrate de l'Élection de 2018 du 1er district congressionnel du Massachusetts | Primaire Démocrate de l'Élection de 2018 du 1er district congressionnel du Massachusetts | Primaire Démocrate de l'Élection de 2018 du 1er district congressionnel du Massachusetts |
| ---------------------------------------------------------------------------------------- | ---------------------------------------------------------------------------------------- | ---------------------------------------------------------------------------------------- | ---------------------------------------------------------------------------------------- | ---------------------------------------------------------------------------------------- |
| Parti                                                                                    | Parti                                                                                    | Candidat                                                                                 | Votes                                                                                    | %                                                                                        |
|                                                                                          | Démocrate                                                                                | Richard Neal (sortant)                                                                   | 49 696                                                                                   | 70,64                                                                                    |
|                                                                                          | Démocrate                                                                                | Tahirah Amatul-Wadud                                                                     | 20 565                                                                                   | 29,23                                                                                    |
|                                                                                          | Write-In                                                                                 | Write-In                                                                                 | 93                                                                                       | 0,13                                                                                     |
| Total des votes                                                                          | Total des votes                                                                          | Total des votes                                                                          | 70 354                                                                                   | 100 %                                                                                    |
|                                                                                          | Les Démocrates conservent                                                                |                                                                                          |                                                                                          |                                                                                          |

| Élection de 2018 du 1er district congressionnel du Massachusetts | Élection de 2018 du 1er district congressionnel du Massachusetts | Élection de 2018 du 1er district congressionnel du Massachusetts | Élection de 2018 du 1er district congressionnel du Massachusetts | Élection de 2018 du 1er district congressionnel du Massachusetts |
| ---------------------------------------------------------------- | ---------------------------------------------------------------- | ---------------------------------------------------------------- | ---------------------------------------------------------------- | ---------------------------------------------------------------- |
| Parti                                                            | Parti                                                            | Candidat                                                         | Votes                                                            | %                                                                |
|                                                                  | Démocrate                                                        | Richard Neal (sortant)                                           | 211 790                                                          | 97,64                                                            |
|                                                                  | Write-In                                                         | Write-In                                                         | 5 110                                                            | 2,36                                                             |
| Total des votes                                                  | Total des votes                                                  | Total des votes                                                  | 216 900                                                          | 100 %                                                            |
|                                                                  | Les Démocrates conservent                                        |                                                                  |                                                                  |                                                                  |

### 2020
| Primaire Démocrate de l'Élection de 2020 du 1er district congressionnel du Massachusetts | Primaire Démocrate de l'Élection de 2020 du 1er district congressionnel du Massachusetts | Primaire Démocrate de l'Élection de 2020 du 1er district congressionnel du Massachusetts | Primaire Démocrate de l'Élection de 2020 du 1er district congressionnel du Massachusetts | Primaire Démocrate de l'Élection de 2020 du 1er district congressionnel du Massachusetts |
| ---------------------------------------------------------------------------------------- | ---------------------------------------------------------------------------------------- | ---------------------------------------------------------------------------------------- | ---------------------------------------------------------------------------------------- | ---------------------------------------------------------------------------------------- |
| Parti                                                                                    | Parti                                                                                    | Candidat                                                                                 | Votes                                                                                    | %                                                                                        |
|                                                                                          | Démocrate                                                                                | Richard Neal (sortant)                                                                   | 83 437                                                                                   | 58,8                                                                                     |
|                                                                                          | Démocrate                                                                                | Alex Morse                                                                               | 58 390                                                                                   | 41,2                                                                                     |
|                                                                                          | Write-In                                                                                 |                                                                                          |                                                                                          |                                                                                          |
| Total des votes                                                                          | Total des votes                                                                          | Total des votes                                                                          | 151 827                                                                                  | 100 %                                                                                    |
|                                                                                          | Les Démocrates conservent                                                                |                                                                                          |                                                                                          |                                                                                          |

| Élection de 2020 du 1er district congressionnel du Massachusetts | Élection de 2020 du 1er district congressionnel du Massachusetts | Élection de 2020 du 1er district congressionnel du Massachusetts | Élection de 2020 du 1er district congressionnel du Massachusetts | Élection de 2020 du 1er district congressionnel du Massachusetts |
| ---------------------------------------------------------------- | ---------------------------------------------------------------- | ---------------------------------------------------------------- | ---------------------------------------------------------------- | ---------------------------------------------------------------- |
| Parti                                                            | Parti                                                            | Candidat                                                         | Votes                                                            | %                                                                |
|                                                                  | Démocrate                                                        | Richard Neal (sortant)                                           | 275 376                                                          | 96,5                                                             |
|                                                                  | Write-In                                                         | Write-In                                                         | 9 956                                                            | 3,5                                                              |
| Total des votes                                                  | Total des votes                                                  | Total des votes                                                  | 70 354                                                           | 100 %                                                            |
|                                                                  | Les Démocrates conservent                                        |                                                                  |                                                                  |                                                                  |

### 2022
| Primaire Démocrate de 2022 du 1er district congressionnel du Massachusetts | Primaire Démocrate de 2022 du 1er district congressionnel du Massachusetts | Primaire Démocrate de 2022 du 1er district congressionnel du Massachusetts | Primaire Démocrate de 2022 du 1er district congressionnel du Massachusetts | Primaire Démocrate de 2022 du 1er district congressionnel du Massachusetts |
| -------------------------------------------------------------------------- | -------------------------------------------------------------------------- | -------------------------------------------------------------------------- | -------------------------------------------------------------------------- | -------------------------------------------------------------------------- |
| Parti                                                                      | Parti                                                                      | Candidat                                                                   | Votes                                                                      | %                                                                          |
|                                                                            | Démocrate                                                                  | Richard Neal (sortant)                                                     | 71 928                                                                     | 99,2                                                                       |
|                                                                            | Write-In                                                                   | Write-In                                                                   | 606                                                                        | 0,8                                                                        |

| Primaire Républicaine de 2022 du 1er district congressionnel du Massachusetts | Primaire Républicaine de 2022 du 1er district congressionnel du Massachusetts | Primaire Républicaine de 2022 du 1er district congressionnel du Massachusetts | Primaire Républicaine de 2022 du 1er district congressionnel du Massachusetts | Primaire Républicaine de 2022 du 1er district congressionnel du Massachusetts |
| ----------------------------------------------------------------------------- | ----------------------------------------------------------------------------- | ----------------------------------------------------------------------------- | ----------------------------------------------------------------------------- | ----------------------------------------------------------------------------- |
| Parti                                                                         | Parti                                                                         | Candidat                                                                      | Votes                                                                         | %                                                                             |
|                                                                               | Républicain                                                                   | Dean James Martilli                                                           | 23 256                                                                        | 99,2                                                                          |
|                                                                               | Write-In                                                                      | Write-In                                                                      | 194                                                                           | 0,8                                                                           |

| Élection de 2022 du 1er district congressionnel du Massachusetts | Élection de 2022 du 1er district congressionnel du Massachusetts | Élection de 2022 du 1er district congressionnel du Massachusetts | Élection de 2022 du 1er district congressionnel du Massachusetts | Élection de 2022 du 1er district congressionnel du Massachusetts |
| ---------------------------------------------------------------- | ---------------------------------------------------------------- | ---------------------------------------------------------------- | ---------------------------------------------------------------- | ---------------------------------------------------------------- |
| Parti                                                            | Parti                                                            | Candidat                                                         | Votes                                                            | %                                                                |
|                                                                  | Démocrate                                                        | Richard Neal (sortant)                                           | 157 635                                                          | 61,5                                                             |
|                                                                  | Républicain                                                      | Dean James Martilli                                              | 98 386                                                           | 38,4                                                             |
|                                                                  | Write-In                                                         | Write-In                                                         | 378                                                              | 0,1                                                              |
| Total des votes                                                  | Total des votes                                                  | Total des votes                                                  | 256 399                                                          | 100 %                                                            |
|                                                                  | Les Démocrates conservent                                        |                                                                  |                                                                  |                                                                  |

### 2024
| Primaire Démocrate de 2024 du 1er district congressionnel du Massachusetts | Primaire Démocrate de 2024 du 1er district congressionnel du Massachusetts | Primaire Démocrate de 2024 du 1er district congressionnel du Massachusetts | Primaire Démocrate de 2024 du 1er district congressionnel du Massachusetts | Primaire Démocrate de 2024 du 1er district congressionnel du Massachusetts |
| -------------------------------------------------------------------------- | -------------------------------------------------------------------------- | -------------------------------------------------------------------------- | -------------------------------------------------------------------------- | -------------------------------------------------------------------------- |
| Parti                                                                      | Parti                                                                      | Candidat                                                                   | Votes                                                                      | %                                                                          |
|                                                                            | Démocrate                                                                  | Richard Neal (sortant)                                                     | 56 364                                                                     | 99,1                                                                       |
|                                                                            | Write-In                                                                   | Write-In                                                                   | 528                                                                        | 0,9                                                                        |

| Élection de 2024 du 1er district congressionnel du Massachusetts | Élection de 2024 du 1er district congressionnel du Massachusetts | Élection de 2024 du 1er district congressionnel du Massachusetts | Élection de 2024 du 1er district congressionnel du Massachusetts | Élection de 2024 du 1er district congressionnel du Massachusetts |
| ---------------------------------------------------------------- | ---------------------------------------------------------------- | ---------------------------------------------------------------- | ---------------------------------------------------------------- | ---------------------------------------------------------------- |
| Parti                                                            | Parti                                                            | Candidat                                                         | Votes                                                            | %                                                                |
|                                                                  | Démocrate                                                        | Richard Neal (sortant)                                           | 223 325                                                          | 62,4                                                             |
|                                                                  | Indépendant                                                      | Nadia Milleron                                                   | 133 552                                                          | 37,3                                                             |
|                                                                  | Write-In                                                         | Write-In                                                         | 1181                                                             | 0,3                                                              |
| Total des votes                                                  | Total des votes                                                  | Total des votes                                                  | 358 058                                                          | 100 %                                                            |
|                                                                  | Les Démocrates conservent                                        |                                                                  |                                                                  |                                                                  |